# Parexarnis chlorophaia
Parexarnis chlorophaia là một loài bướm đêm trong họ Noctuidae.